# Banamba (dans)
Banamba is een dansstijl en muziekritme uit Suriname. De dans wordt wel de Saramaccaanse schoonheidsdans genoemd.
De opvoering gebeurt zowel in een groep als individueel. Bij het dansen draait het vooral om swingbewegingen met de heupen en het schudden met de billen. Bij de dans hoort het specifieke banamba-ritme (banamba ridem).
De dans werd tijdens de slavernijperiode overgeleverd vanaf de voorouders in Afrika. Begin 21e eeuw wordt er nog in deze stijl gedanst als vorm van entertainment en tijdens officiële momenten, zoals wanneer een kind een pangi krijgt of als verwelkoming bij het bezoek van een gast aan een dorp.
Ook wordt deze stijl gedanst tijdens challenges, battles en festivals, en speciale banamba-evementen zoals de Banamba Riddim Party in 2016 in Paranam, de Banamba Neti in 2022 in Pokigron en terugkerend tijdens Banamba-contests in Paramaribo.

## Galerij

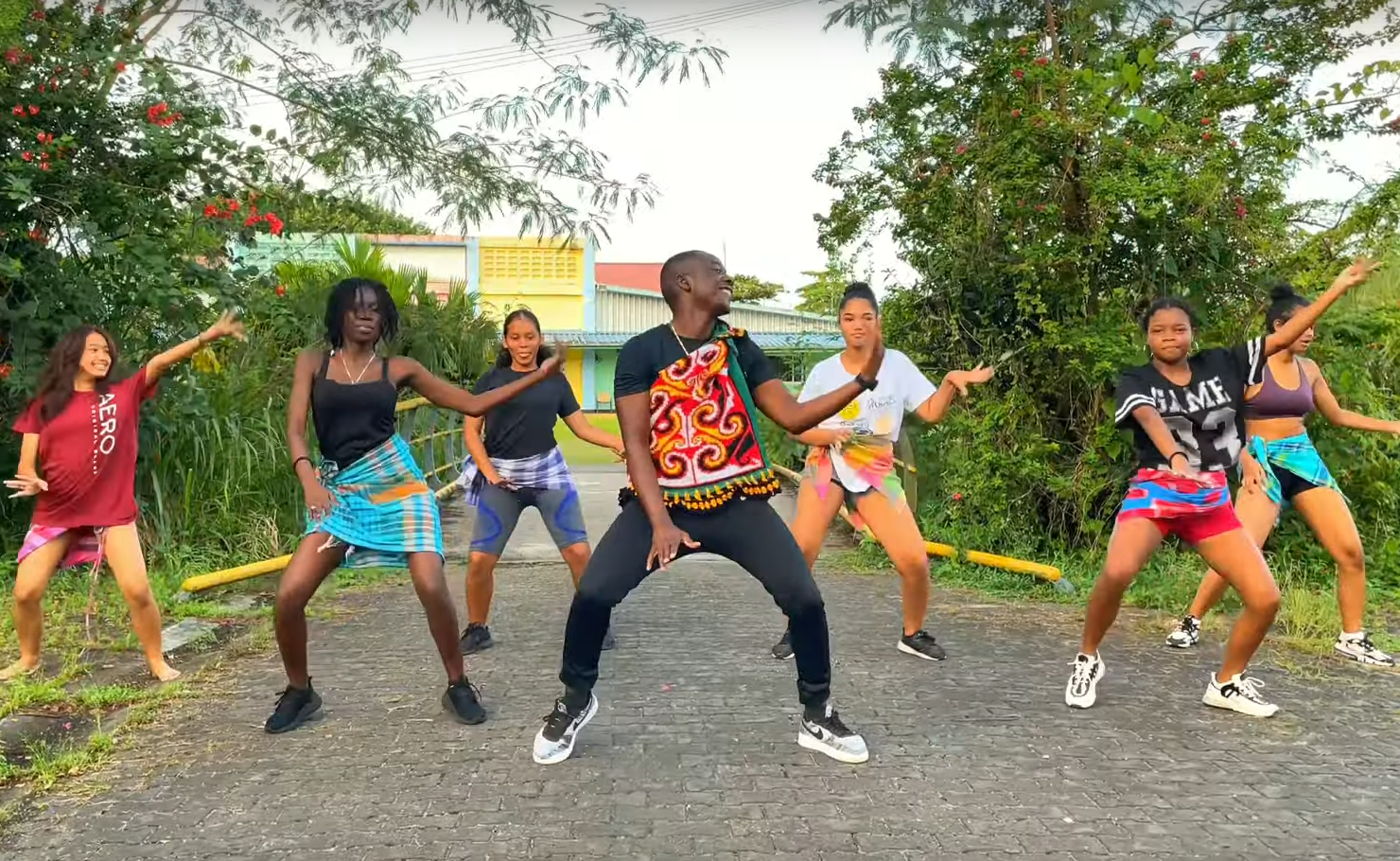
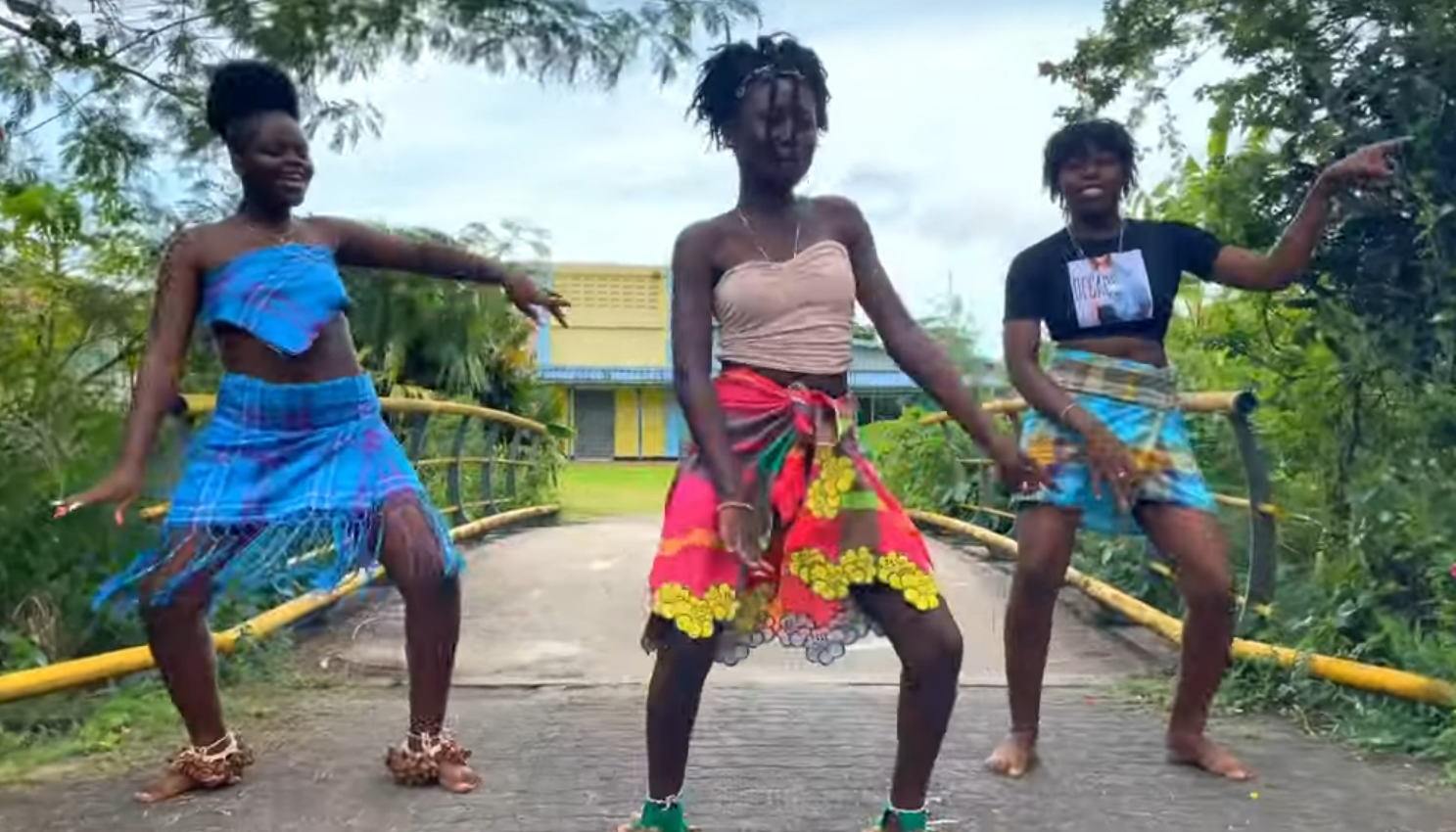
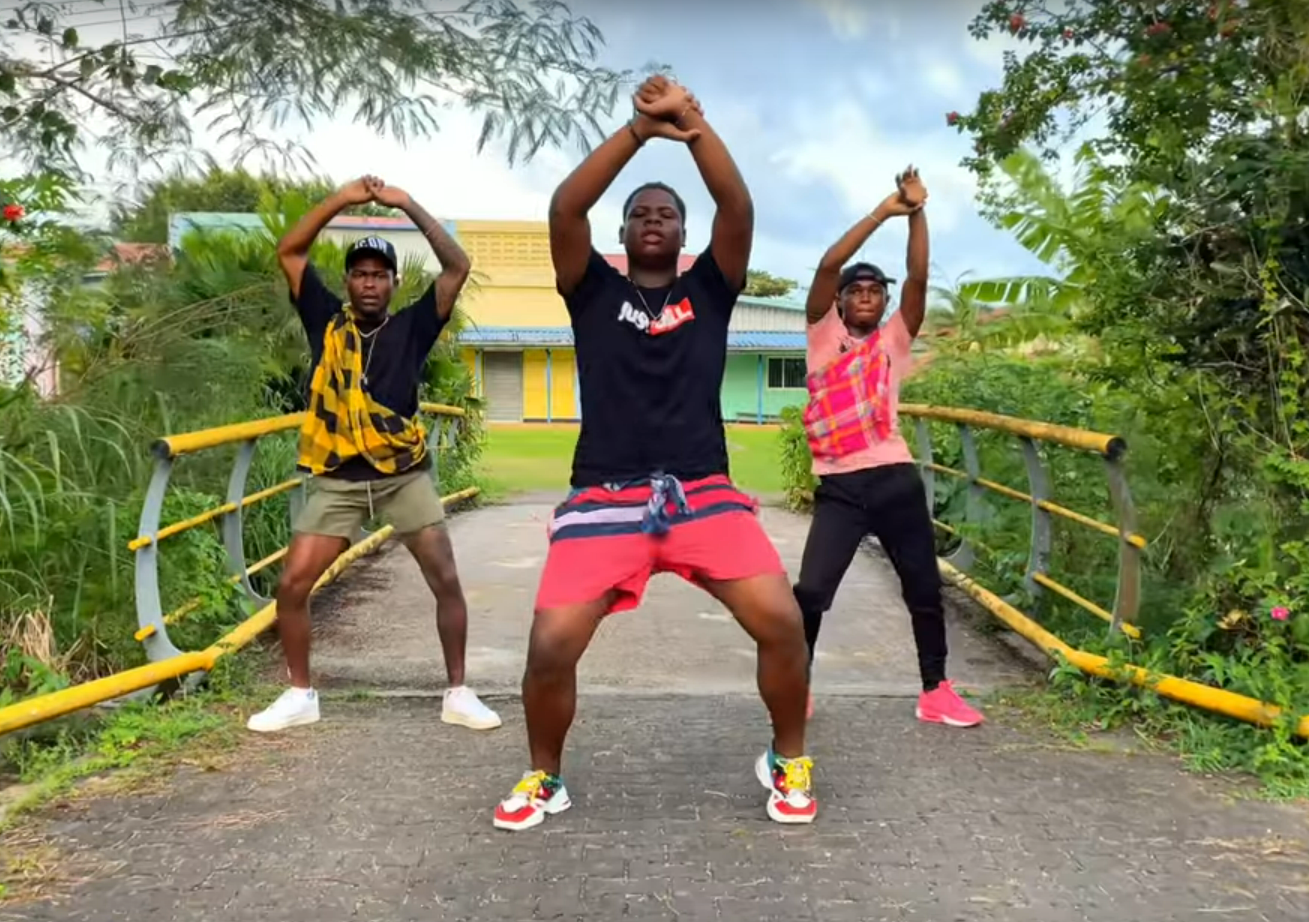
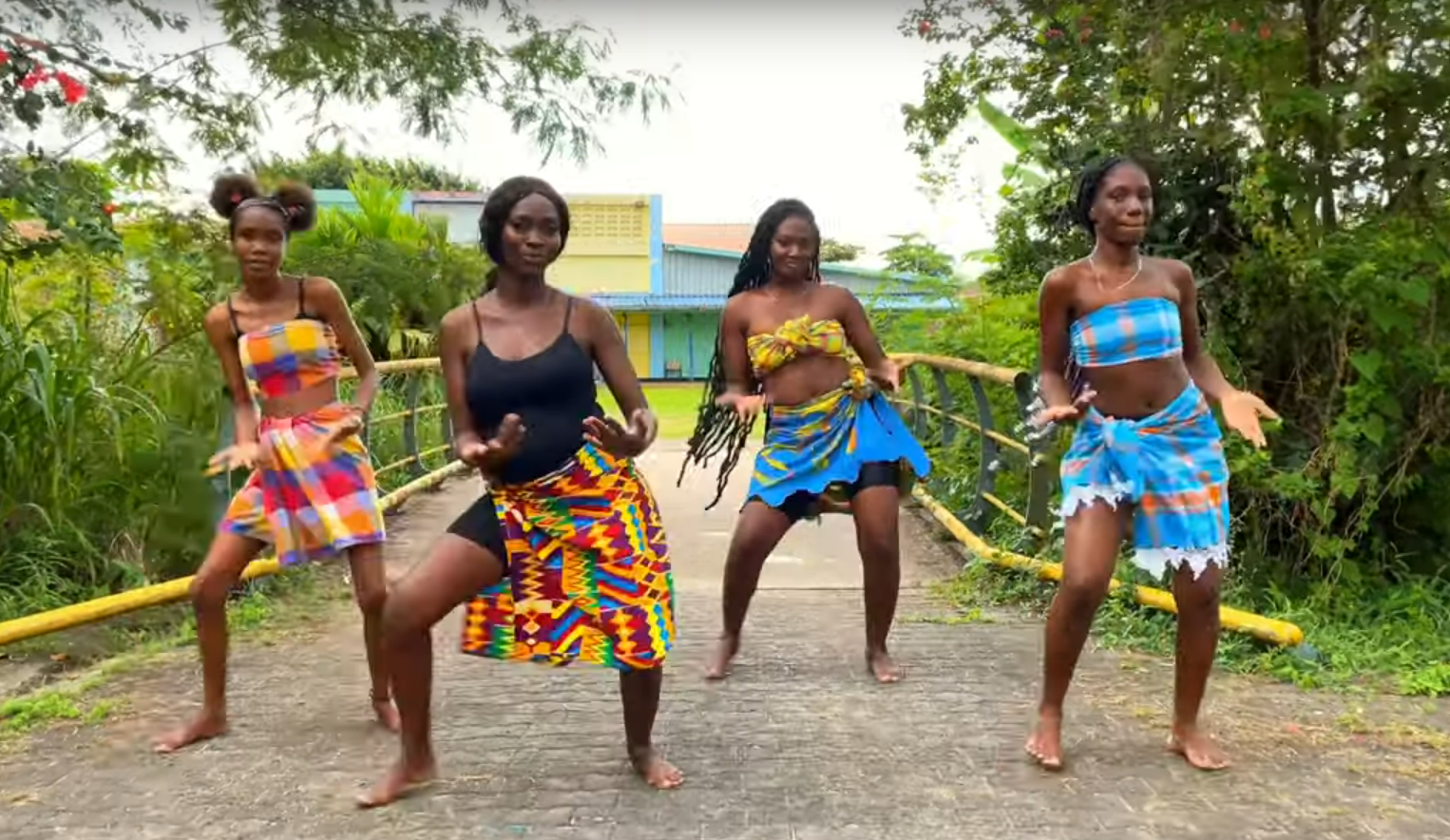
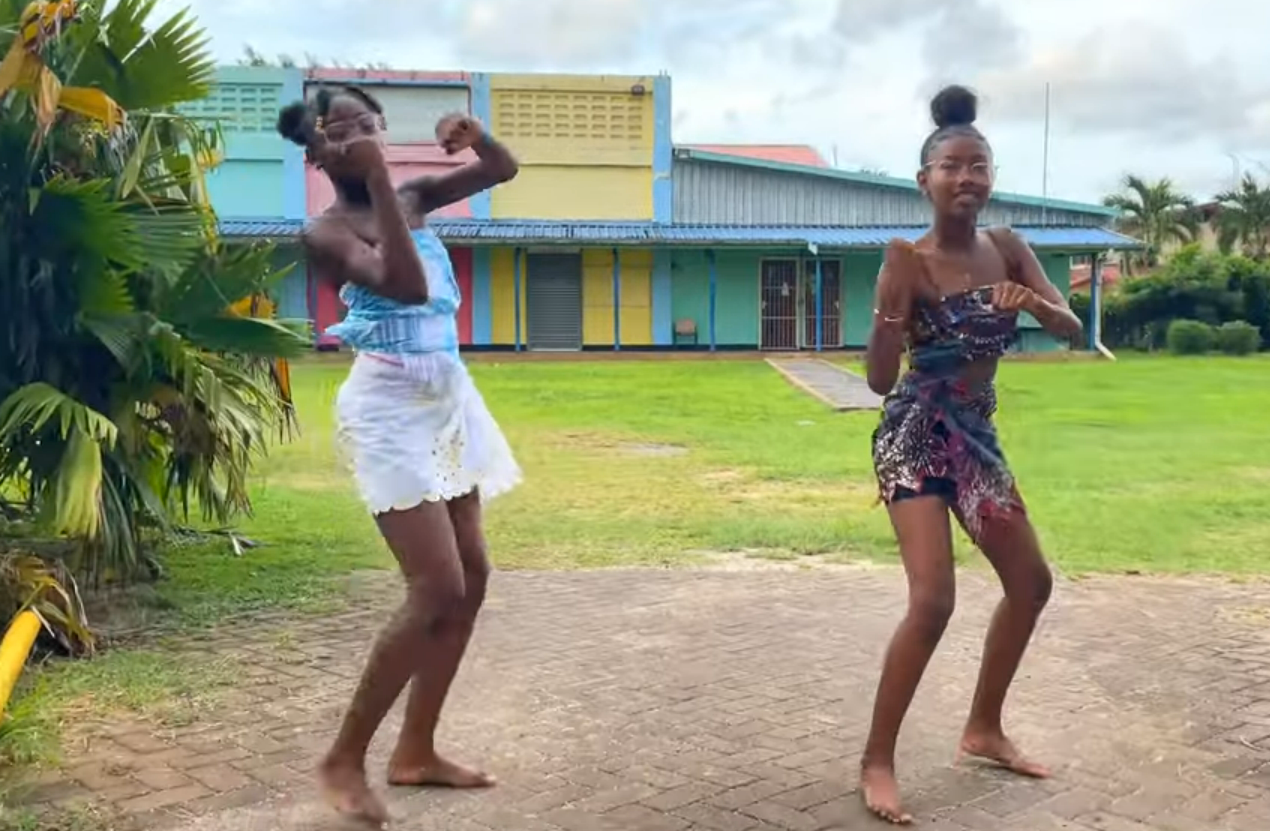